# Безмятежность

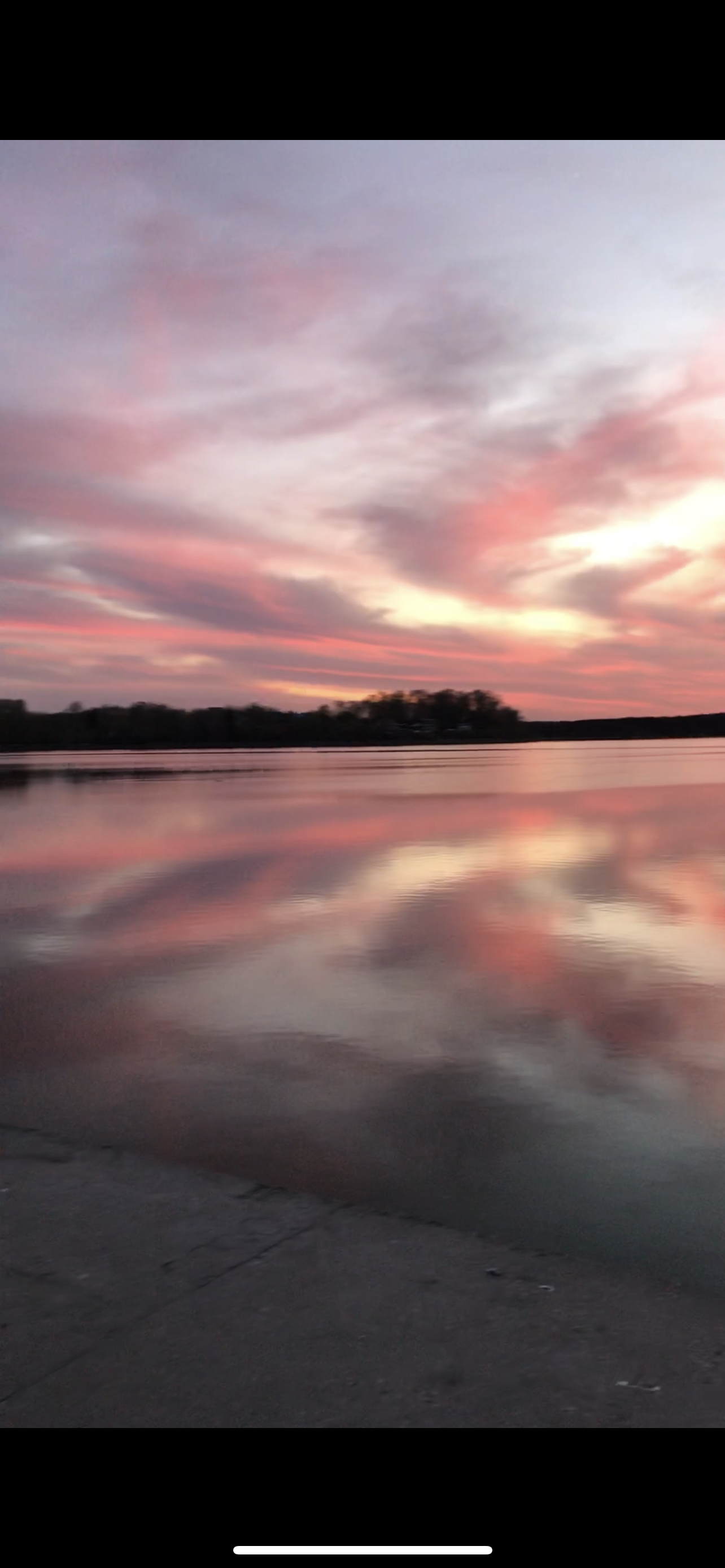
Фотография «Безмятежность» на чистом рабочем столе Windows XP

«Безмятежность» (англ. Bliss) — название изображения, используемого в качестве стандартных обоев рабочего стола в операционной системе Windows XP. Изображение представляет собой файл в формате BMP, сделанный из фотографии пейзажа в округе Сонома штата Калифорния, к юго-востоку от Сономской долины, неподалёку от месторасположения старой молочной фермы Clover Stornetta в 1996 году. На нём запечатлены зелёные холмы и голубое небо со слоисто-кучевыми и перистыми облаками. В первом десятилетии XXI века эта фотография считалась самой просматриваемой в мире.

## История

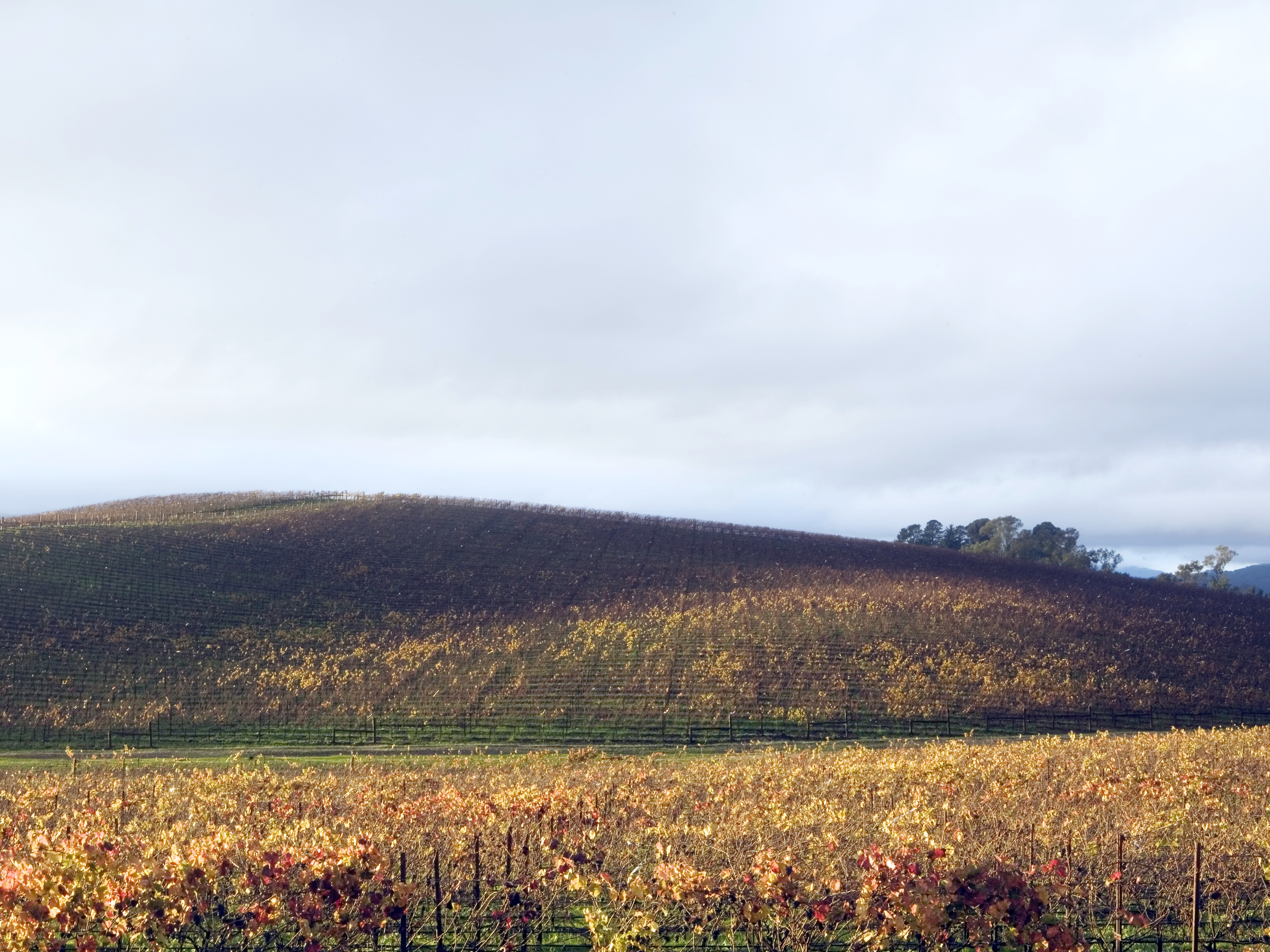
Фотография «After Microsoft» в ноябре 2006 года

Снимок был сделан профессиональным фотографом Чарльзом О’Риэром — жителем Сейнт-Хелены (штат Калифорния) для цифровой дизайн-компании HighTurn. О’Риэр также делал фотографии для частной компании Corbis, принадлежащей Биллу Гейтсу и занимающейся в Сиэтле стоковыми фотографиями, и фотографии долины Напа для статьи о долине в майском выпуске 1979 года журнала National Geographic. Хотя О’Риэр в основном фотографировал виноделие в долине Напа, на холме в «Безмятежности» не было винограда: в начале 90-х эти виноградники были заражены филлоксерой виноградной, что сделало их непригодными, и они были убраны на несколько лет; в тот момент, когда Чарльз сделал снимок (в январе 1996 года), холмы были покрыты густой зелёной травой. «Это то, что надо! О боже мой, эта трава прекрасна! Она зелёная! Светит солнце; только немножко облаков», — так вспоминает Чарльз ход своих мыслей. Он остановился где-то неподалёку от местности Напа-Сонома и отъехал от дороги, чтобы установить среднеформатную камеру Mamiya RZ67 на штатив и зарядить её плёнкой Fujifilm’s Velvia, часто используемой фотографами дикой природы и известной за насыщение определённого спектра цветов.
О’Риэр считает, что комбинация камеры и плёнки в какой-то степени послужила успехом снимка. «Это создаёт довольно большую разницу, и я считаю, что это помогло „Безмятежности“ выделиться ещё больше, не уверен, что получился бы такой результат, если бы фотография была снята на 35-миллиметровую плёнку». Он сказал, что пока он устанавливал свою камеру, была вероятность, что небо затянется облаками. «Всё менялось крайне быстро в это время», он сделал четыре снимка и вернулся в машину. По словам О’Риэра, изображение не было улучшено или каким-либо образом видоизменено цифровым путём. Снимок был сделан в стороне от шоссе 12/121. Приблизительное местоположение: 3050 Фремонт Драйв, Сонома, Калифорния.
Фотография О’Риэра вдохновила рекламную кампанию Windows XP стоимостью 200 миллионов долларов под названием «Да, ты можешь», организованную сан-францисским подразделением нью-йоркской рекламной компании McCann Erickson. Кампания была запущена на телеканале ABC во время одной из игр НФЛ в 2001 году. В телерекламе использовалась песня «Ray of Light» Мадонны, телевизионные права на которую стоили Microsoft около 14 миллионов долларов.
В ноябре 2006 года художественный проект Goldin+Senneby посетил место в Сономской долине, где был сделан снимок «Безмятежность», сделав фотографию «After Microsoft» с приблизительно той же точки десять лет спустя.
В 2006 году швейцарский фотограф Себастьен Меттро представил публике фотографию под названием «Зеленеющий холм, по мотивам Билла Гейтса». Несмотря на известную схожесть пейзажа, снимок Меттро был сделан в Швейцарии, а не в Калифорнии.